# Vinohrady

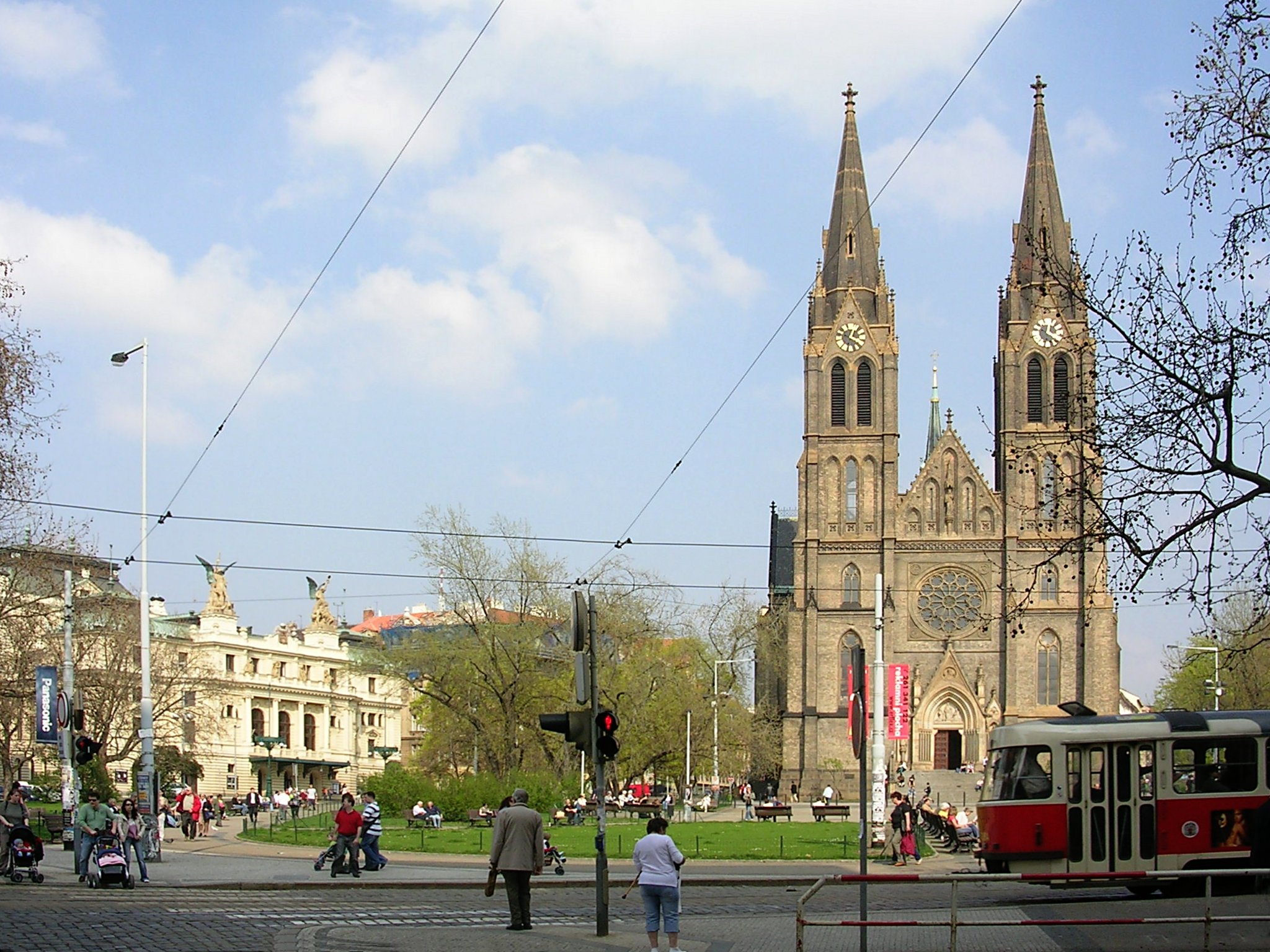
Het Náměstí Míru (Vredesplein) met de Sint-Ludmillakerk

Vinohrady (Nederlands letterlijk: Wijngaarden) is een wijk in de Tsjechische hoofdstad Praag. Vinohrady dankt zijn naam aan de vele wijngaarden die zich in de late middeleeuwen in het gebied bevonden. Sinds 1960 behoort het grootste deel van Vinohrady tot het district Praag 2. De rest hoort bij de districten Praag 3 en 10 en kleine gedeeltes vallen onder Praag 1 en 4. Vinohrady ligt ten oosten van de Nieuwe Stad van Praag.
Lange tijd was Vinohrady (van 1867 tot 1968 bekend als Královské Vinohrady, Koninklijke Wijngaarden) een zelfstandig dorp. In 1875 splitste het noordelijke deel van het dorp zich af, dit nieuwe dorp ging Žižkov heten. Oostenrijk-Hongarije wilde de centralisering van de stad Praag voorkomen en gaf Vinohrady daarom de status van koningsstad. De stad groeide uit tot de derde stad van de regio met in 1922 90.000 inwoners. In dat jaar werd Vinohrady samen met andere steden en dorpen in de omgeving ingevoegd in de gemeente Praag. Sindsdien is Vinohrady geen stad meer, maar een wijk van de hoofdstad. Tegenwoordig hoort dit stadsdeel tot de luxueuze en dure buurten van Praag.
Er staan een aantal bekende gebouwen in Vinohrady. Het Divadlo na Vinohradech (Theater in de Wijngaarden), een van de grootste theaters in Praag, is gelegen in de wijk, net als het gebouw van Český Rozhlas en de Sint-Ludmillakerk. Verder is het hoofdstation van Praag, Station Praha hlavní nádraží, in Vinohrady gevestigd.